# South Eastern Main Line
| British Rail Class 376 im Bahnhof London Bridge |                      |                                     |                                     |
| |                      |                                     |                                     |
| Spurweite: | 1435 mm (Normalspur) |                                     |                                     |
| Stromsystem: | 750 V =              |                                     |                                     |
| Stromsystem: | 25 kV 50 Hz ~        |                                     |                                     |
| Streckengeschwindigkeit: | 160 km/h             |                                     |                                     |
| |                      |                                     |                                     |
| \| \| \| London Charing Cross \| \| \| \| \| Hungerford Bridge über die Themse \| \| \| \| \| Waterloo East \| \| \| \| \| Blackfriars Road \| \| \| \| \| Thameslink nach Blackfriars \| \| \| \| \| \| \| \| \| \| Southwark Depot \| \| \| \| \| \| \| \| \| \| nach Cannon Street \| \| \| \| \| London Bridge \| \| \| \| \| Spa Road \| \| \| \| \| Southwark Park \| \| \| \| \| \| \| \| \| \| South London Line \| \| \| \| \| Brighton Main Line \| \| \| \| \| Bricklayers Arms \| \| \| \| \| East London Line nach Whitechapel \| \| \| \| \| Greenwich Line \| \| \| \| \| East London Line von New Cross Gate \| \| \| \| \| \| \| \| \| \| New Cross \| \| \| \| \| Greenwich Park Branch \| \| \| \| \| \| \| \| \| \| St Johns \| \| \| \| \| \| \| \| \| \| Lewisham zur DLR \| \| \| \| \| Hayes Line \| \| \| \| \| \| \| \| \| \| North Kent Line \| \| \| \| \| \| \| \| \| \| Hither Green \| \| \| \| \| Dartford Loop Line \| \| \| \| \| Hither Green TMD \| \| \| \| \| Dartford Loop Line \| \| \| \| \| \| \| \| \| \| Abstellanlage Hither Green \| \| \| \| \| Abstellanlage Hither Green \| \| \| \| \| Grove Park Depot \| \| \| \| \| Grove Park \| \| \| \| \| Bromley North Line \| \| \| \| \| \| \| \| \| \| Elmstead Woods \| \| \| \| \| Chislehurst \| \| \| \| \| \| \| \| \| \| Chatham Main Line \| \| \| \| \| \| \| \| \| \| Petts Wood \| \| \| \| \| Abstellanlage Orpington \| \| \| \| \| \| \| \| \| \| Orpington \| \| \| \| \| Chelsfield \| \| \| \| \| \| \| \| \| \| Knockholt \| \| \| \| \| Knockholt Tunnel und Motorway M25 \| \| \| \| \| Dunton Green \| \| \| \| \| nach Westerham \| \| \| \| \| nach Bat & Ball \| \| \| \| \| Sevenoaks \| \| \| \| \| \| \| \| \| \| Hildenborough \| \| \| \| \| Medway \| \| \| \| \| Redhill–Tonbridge Line \| \| \| \| \| Tonbridge \| \| \| \| \| Hastings Line \| \| \| \| \| Paddock Wood \| \| \| \| \| Medway Valley Line \| \| \| \| \| nach Hawkhurst \| \| \| \| \| Marden \| \| \| \| \| Staplehurst \| \| \| \| \| Headcorn \| \| \| \| \| Kent and East Sussex Railway \| \| \| \| \| nach Tenterden \| \| \| \| \| Pluckley \| \| \| \| \| Chart Leacon Depot \| \| \| \| \| \| \| \| \| \| Maidstone East Line \| \| \| \| \| High Speed 1 \| \| \| \| \| Ashford International \| \| \| \| \| Abstellanlage Ashford \| \| \| \| \| Ashford−Ramsgate Line \| \| \| \| \| High Speed 1 \| \| \| \| \| Marshlink Line \| \| \| \| \| \| \| \| \| \| Ashford Depot \| \| \| \| \| Smeeth \| \| \| \| \| Westenhanger \| \| \| \| \| Sandling \| \| \| \| \| Hythe and Sandgate Branch \| \| \| \| \| Elham Valley Line \| \| \| \| \| \| \| \| \| \| Dollands Moor \| \| \| \| \| zum Eurotunnel \| \| \| \| \| Cheriton \| \| \| \| \| Folkestone West \| \| \| \| \| Folkestone Central \| \| \| \| \| Folkestone Harbour \| \| \| \| \| \| \| \| \| \| Folkestone East \| \| \| \| \| Martello Tunnel (500 m) \| \| \| \| \| Folkestone Warren \| \| \| \| \| Abbotscliffe Tunnel (1800 m) \| \| \| \| \| Shakespeare Cliff \| \| \| \| \| Shakespeare Tunnel (1260 m) \| \| \| \| \| \| \| \| \| \| Dover Town \| \| \| \| \| Hafengelände \| \| \| \| \| \| \| \| \| \| \| \| \| \| \| Dover Priory \| \| \| \| \| \| \| \| \| \| Kent Coast Line \| \| \| \| \| Chatham Main Line \| \| |                      |                                     |                                     |
| Kopfbahnhof Streckenanfang |                      | London Charing Cross                | London Charing Cross                |
| Brücke über Wasserlauf |                      | Hungerford Bridge über die Themse   | Hungerford Bridge über die Themse   |
| Bahnhof |                      | Waterloo East                       | Waterloo East                       |
| ehemaliger Haltepunkt / Haltestelle |                      | Blackfriars Road                    | Blackfriars Road                    |
| Kreuzung geradeaus unten · Abzweig quer und von links |                      | Thameslink nach Blackfriars         | Thameslink nach Blackfriars         |
| Abzweig geradeaus und von links · Strecke nach rechts |                      |                                     |                                     |
| Strecke · Betriebs-/Güterbahnhof Streckenanfang (Strecke außer Betrieb) |                      | Southwark Depot                     | Southwark Depot                     |
| Abzweig geradeaus und ehemals von links · Strecke nach rechts (außer Betrieb) |                      |                                     |                                     |
| Abzweig geradeaus, nach links und von links |                      | nach Cannon Street                  | nach Cannon Street                  |
| Kopfbahnhof Streckenanfang · Bahnhof |                      | London Bridge                       | London Bridge                       |
| Strecke · ehemaliger Haltepunkt / Haltestelle |                      | Spa Road                            | Spa Road                            |
| Strecke · ehemaliger Haltepunkt / Haltestelle |                      | Southwark Park                      | Southwark Park                      |
| Abzweig geradeaus, nach links und von links · Abzweig geradeaus, nach rechts und von rechts |                      |                                     |                                     |
| Abzweig geradeaus und nach rechts · Strecke |                      | South London Line                   | South London Line                   |
| Strecke nach rechts · Strecke |                      | Brighton Main Line                  | Brighton Main Line                  |
| Betriebs-/Güterbahnhof Streckenanfang und quer (Strecke außer Betrieb) · Abzweig geradeaus und ehemals von rechts |                      | Bricklayers Arms                    | Bricklayers Arms                    |
| Strecke von links · Kreuzung geradeaus oben |                      | East London Line nach Whitechapel   | East London Line nach Whitechapel   |
| Strecke · Abzweig geradeaus und nach links |                      | Greenwich Line                      | Greenwich Line                      |
| Abzweig geradeaus und nach rechts · Strecke |                      | East London Line von New Cross Gate | East London Line von New Cross Gate |
| Strecke nach links · Kreuzung geradeaus oben · Strecke von rechts |                      |                                     |                                     |
| Bahnhof · Kopfbahnhof Streckenende |                      | New Cross                           | New Cross                           |
| Abzweig ehemals quer und von rechts · Kreuzung geradeaus unten (Querstrecke außer Betrieb) |                      | Greenwich Park Branch               | Greenwich Park Branch               |
| Strecke nach links · Abzweig geradeaus und von rechts |                      |                                     |                                     |
| Haltepunkt / Haltestelle |                      | St Johns                            | St Johns                            |
| Abzweig geradeaus und nach links · Strecke von rechts |                      |                                     |                                     |
| Strecke · Bahnhof |                      | Lewisham zur DLR                    | Lewisham zur DLR                    |
| Kreuzung geradeaus oben · Abzweig geradeaus und nach rechts |                      | Hayes Line                          | Hayes Line                          |
| Abzweig geradeaus und von links · Abzweig geradeaus und nach rechts |                      |                                     |                                     |
| Strecke · Strecke nach links |                      | North Kent Line                     | North Kent Line                     |
| Abzweig geradeaus und nach links · Strecke von rechts |                      |                                     |                                     |
| Haltepunkt / Haltestelle · Haltepunkt / Haltestelle |                      | Hither Green                        | Hither Green                        |
| Strecke · Strecke nach links |                      | Dartford Loop Line                  | Dartford Loop Line                  |
| Strecke · Betriebs-/Güterbahnhof Streckenanfang |                      | Hither Green TMD                    | Hither Green TMD                    |
| Abzweig geradeaus und von links · Abzweig quer und nach rechts |                      | Dartford Loop Line                  | Dartford Loop Line                  |
| Abzweig geradeaus und nach links · Strecke von rechts |                      |                                     |                                     |
| Strecke von links · Abzweig geradeaus und nach rechts · Betriebs-/Güterbahnhof Streckenende |                      | Abstellanlage Hither Green          | Abstellanlage Hither Green          |
| Betriebs-/Güterbahnhof Streckenende · Abzweig geradeaus und nach links · Strecke von rechts |                      | Abstellanlage Hither Green          | Abstellanlage Hither Green          |
| Strecke · Betriebs-/Güterbahnhof Streckenende |                      | Grove Park Depot                    | Grove Park Depot                    |
| Haltepunkt / Haltestelle |                      | Grove Park                          | Grove Park                          |
| Abzweig geradeaus und nach rechts |                      | Bromley North Line                  | Bromley North Line                  |
| Tunnel |                      |                                     |                                     |
| Haltepunkt / Haltestelle |                      | Elmstead Woods                      | Elmstead Woods                      |
| Haltepunkt / Haltestelle |                      | Chislehurst                         | Chislehurst                         |
| Abzweig geradeaus und nach links · Strecke von rechts |                      |                                     |                                     |
| Abzweig quer und von rechts · Kreuzung geradeaus oben · Abzweig quer und nach links |                      | Chatham Main Line                   | Chatham Main Line                   |
| Strecke nach links · Abzweig geradeaus und von rechts |                      |                                     |                                     |
| Haltepunkt / Haltestelle |                      | Petts Wood                          | Petts Wood                          |
| Strecke · Betriebs-/Güterbahnhof Streckenanfang |                      | Abstellanlage Orpington             | Abstellanlage Orpington             |
| Abzweig geradeaus und von links · Strecke nach rechts |                      |                                     |                                     |
| Bahnhof |                      | Orpington                           | Orpington                           |
| Haltepunkt / Haltestelle |                      | Chelsfield                          | Chelsfield                          |
| Tunnel |                      |                                     |                                     |
| Haltepunkt / Haltestelle |                      | Knockholt                           | Knockholt                           |
| Tunnel |                      | Knockholt Tunnel und Motorway M25   | Knockholt Tunnel und Motorway M25   |
| Haltepunkt / Haltestelle |                      | Dunton Green                        | Dunton Green                        |
| Abzweig geradeaus und ehemals nach rechts |                      | nach Westerham                      | nach Westerham                      |
| Abzweig geradeaus und von links |                      | nach Bat & Ball                     | nach Bat & Ball                     |
| Bahnhof |                      | Sevenoaks                           | Sevenoaks                           |
| Tunnel |                      |                                     |                                     |
| Haltepunkt / Haltestelle |                      | Hildenborough                       | Hildenborough                       |
| Brücke über Wasserlauf |                      | Medway                              | Medway                              |
| Strecke nach links · Abzweig geradeaus und von rechts |                      | Redhill–Tonbridge Line              | Redhill–Tonbridge Line              |
| Bahnhof |                      | Tonbridge                           | Tonbridge                           |
| Abzweig geradeaus und nach rechts |                      | Hastings Line                       | Hastings Line                       |
| Haltepunkt / Haltestelle |                      | Paddock Wood                        | Paddock Wood                        |
| Abzweig geradeaus und nach links |                      | Medway Valley Line                  | Medway Valley Line                  |
| Abzweig geradeaus und ehemals nach rechts |                      | nach Hawkhurst                      | nach Hawkhurst                      |
| Haltepunkt / Haltestelle |                      | Marden                              | Marden                              |
| Haltepunkt / Haltestelle |                      | Staplehurst                         | Staplehurst                         |
| Haltepunkt / Haltestelle |                      | Headcorn                            | Headcorn                            |
| Abzweig geradeaus und ehemals nach rechts |                      | Kent and East Sussex Railway        | Kent and East Sussex Railway        |
| Strecke |                      | nach Tenterden                      | nach Tenterden                      |
| Haltepunkt / Haltestelle |                      | Pluckley                            | Pluckley                            |
| Betriebs-/Güterbahnhof Streckenanfang · Strecke |                      | Chart Leacon Depot                  | Chart Leacon Depot                  |
| Strecke nach links · Abzweig geradeaus und von rechts |                      |                                     |                                     |
| Abzweig geradeaus und von links |                      | Maidstone East Line                 | Maidstone East Line                 |
| Abzweig geradeaus und von links |                      | High Speed 1                        | High Speed 1                        |
| Bahnhof |                      | Ashford International               | Ashford International               |
| Abzweig geradeaus und nach links · Betriebs-/Güterbahnhof Streckenende und quer |                      | Abstellanlage Ashford               | Abstellanlage Ashford               |
| Abzweig geradeaus und nach links |                      | Ashford−Ramsgate Line               | Ashford−Ramsgate Line               |
| Abzweig geradeaus und nach links |                      | High Speed 1                        | High Speed 1                        |
| Abzweig geradeaus und nach rechts |                      | Marshlink Line                      | Marshlink Line                      |
| Strecke von links · Abzweig geradeaus und nach rechts |                      |                                     |                                     |
| Betriebs-/Güterbahnhof Streckenende · Strecke |                      | Ashford Depot                       | Ashford Depot                       |
| ehemaliger Haltepunkt / Haltestelle |                      | Smeeth                              | Smeeth                              |
| Haltepunkt / Haltestelle |                      | Westenhanger                        | Westenhanger                        |
| Haltepunkt / Haltestelle |                      | Sandling                            | Sandling                            |
| Abzweig geradeaus und ehemals nach rechts |                      | Hythe and Sandgate Branch           | Hythe and Sandgate Branch           |
| Abzweig geradeaus und ehemals von links |                      | Elham Valley Line                   | Elham Valley Line                   |
| Abzweig geradeaus und nach links · Strecke von rechts |                      |                                     |                                     |
| Strecke · Dienststation / Betriebs- oder Güterbahnhof |                      | Dollands Moor                       | Dollands Moor                       |
| Strecke · Strecke nach links |                      | zum Eurotunnel                      | zum Eurotunnel                      |
| ehemaliger Haltepunkt / Haltestelle |                      | Cheriton                            | Cheriton                            |
| Haltepunkt / Haltestelle |                      | Folkestone West                     | Folkestone West                     |
| Bahnhof |                      | Folkestone Central                  | Folkestone Central                  |
| Kopfbahnhof Streckenanfang · Strecke |                      | Folkestone Harbour                  | Folkestone Harbour                  |
| Abzweig geradeaus und von links · Abzweig geradeaus und nach rechts |                      |                                     |                                     |
| ehemaliger Haltepunkt / Haltestelle |                      | Folkestone East                     | Folkestone East                     |
| Tunnel |                      | Martello Tunnel (500 m)             | Martello Tunnel (500 m)             |
| ehemaliger Haltepunkt / Haltestelle |                      | Folkestone Warren                   | Folkestone Warren                   |
| Tunnel |                      | Abbotscliffe Tunnel (1800 m)        | Abbotscliffe Tunnel (1800 m)        |
| ehemaliger Haltepunkt / Haltestelle |                      | Shakespeare Cliff                   | Shakespeare Cliff                   |
| Tunnel |                      | Shakespeare Tunnel (1260 m)         | Shakespeare Tunnel (1260 m)         |
| Strecke von links (außer Betrieb) · Abzweig geradeaus und ehemals nach rechts |                      |                                     |                                     |
| Bahnhof (Strecke außer Betrieb) · Strecke |                      | Dover Town                          | Dover Town                          |
| Abzweig geradeaus, nach rechts und von rechts (Strecke außer Betrieb) · Strecke |                      | Hafengelände                        | Hafengelände                        |
| Strecke nach links (außer Betrieb) · Abzweig geradeaus, ehemals nach rechts und ehemals von rechts |                      |                                     |                                     |
| Tunnel |                      |                                     |                                     |
| Bahnhof |                      | Dover Priory                        | Dover Priory                        |
| Tunnel |                      |                                     |                                     |
| Abzweig geradeaus, nach rechts und ehemals von rechts |                      | Kent Coast Line                     | Kent Coast Line                     |
| Strecke |                      | Chatham Main Line                   | Chatham Main Line                   |

Die South Eastern Main Line ist eine Eisenbahnstrecke in Großbritannien. Sie verbindet London mit der Grafschaft Kent und den Hafenstädten am Ärmelkanal. Die Vororts- und Schnellzüge auf dieser Strecke werden von der Gesellschaft Southeastern betrieben; diese verkehren in London von den Bahnhöfen Charing Cross, Blackfriars, Cannon Street und London Bridge aus. Bei Ashford besteht ein Anschluss an den High Speed 1 zum Eurotunnel.

## Geschichte
Erbaut wurde die Strecke von der South Eastern Railway (SER), die in Konkurrenz zur London, Chatham and Dover Railway (LCDR) stand. Die SER erhielt 1836 vom Parlament die Konzession zum Bau einer Strecke von London Bridge über East Croydon, Redhill, Tonbridge, Ashford und Folkestone nach Dover.
Zwischen London und Redhill teilte sich die SER die Trasse der Brighton Main Line mit der London, Brighton and South Coast Railway. Das Parlament hatte darauf bestanden, dass südlich der Hauptstadt nur eine einzige Bahnlinie nötig sei. Die SER-Züge mussten somit einen weiten Umweg fahren. Der Beschluss des Parlaments ignorierte die Tatsache, dass schon seit der Antike eine direkte Straßenverbindung London – Dover bestand und dass bei anderen bedeutenden Eisenbahnprojekten ebenfalls eine möglichst direkte Linienführung gewählt worden war. Ein Zugspassagier nach Dover musste über 35 Kilometer mehr zurückzulegen als mit der Postkutsche.
Die Hauptlinie erreichte Ashford am 1. Dezember 1842, die Vororte von Folkestone am 28. Juni 1843 und Dover am 7. Februar 1844. Im Jahr 1845 ersetzte die SER ihre Hauptbetriebswerkstatt von New Cross in London nach Ashford.
Aufgrund der Konkurrenz mit der LCDR, welche die direkter verlaufende Chatham Main Line gebaut hatte, baute die SER eine sehr kostspielige Verbindung über Sevenoaks und Orpington durch die North Downs, mit zwei für damalige Begriffe langen Tunnels bei Knockholt. Diese 39 Kilometer lange „Abkürzungslinie“ erreichte Chislehurst am 1. Juli 1865. Die Eröffnung des Abschnitts bis Sevenoaks verzögerte sich bis zum 2. März 1868. Am 1. Mai 1868 wurde schließlich auch der Abschnitt nach Tonbridge eröffnet. 1899 fusionierten die SER und die LCDR zur South Eastern and Chatham Railway (SECR), was eine Vereinfachung der Gleisanlagen in Ashford und Dover mit sich brachte.
Die 1923 entstandene Southern Railway elektrifizierte die Strecke mit 660 V Wechselstrom und Stromschienen. Im Juli 1925 wurde der elektrische Betrieb von London Victoria aus nach Orpington aufgenommen. 1926 folge der Abschnitt von Charing Cross und Cannon Street über London Bridge nach Orpington. Im Januar 1935 erreichten die elektrischen Züge schließlich Sevenoaks. 1927 wurde der bisher auf hölzernen Stützen verlaufende Abschnitt entlang Shakespeare Beach mit einer Stützmauer versehen.
Nach dem Zweiten Weltkrieg führte die staatliche British Rail die Elektrifizierung weiter. Diese war im Juni 1961 abgeschlossen. Gleichzeitig erhöhte man die elektrische Spannung auf dem gesamten südöstlichen Streckennetz auf 750 V.
1994 erfolgte die Eröffnung des Eurotunnels, dessen nördliches Portal bei Cheriton in der Nähe von Folkestone liegt. Da zu diesem Zeitpunkt keine Schnellfahrstrecke auf britischem Boden existierte, fuhren die Eurostar-Züge nach Verlassen des Tunnels auf der South Eastern Main Line nach Ashford und erreichten London via Maidstone. Seit September 2003 verkehren die internationalen Hochgeschwindigkeitszüge auf dem High Speed 1.
Durch Hochwasser am Heiligabend 2015 wurde die seeseitige Stützmauer entlang Shakespeare Beach auf dem Streckenabschnitt zwischen Dover Priory und Folkestone Central stark beschädigt, so dass der Betrieb zeitweilig unterbrochen werden musste. Bei den Vorbereitungen zum Wiederaufbau wurden weitere Mängel bei der Errichtung der originalen Mauer festgestellt. Die Arbeiten zur Wiederherstellung dauerten bis 5. September 2016.

## Haltepunkt Shakespeare Cliff

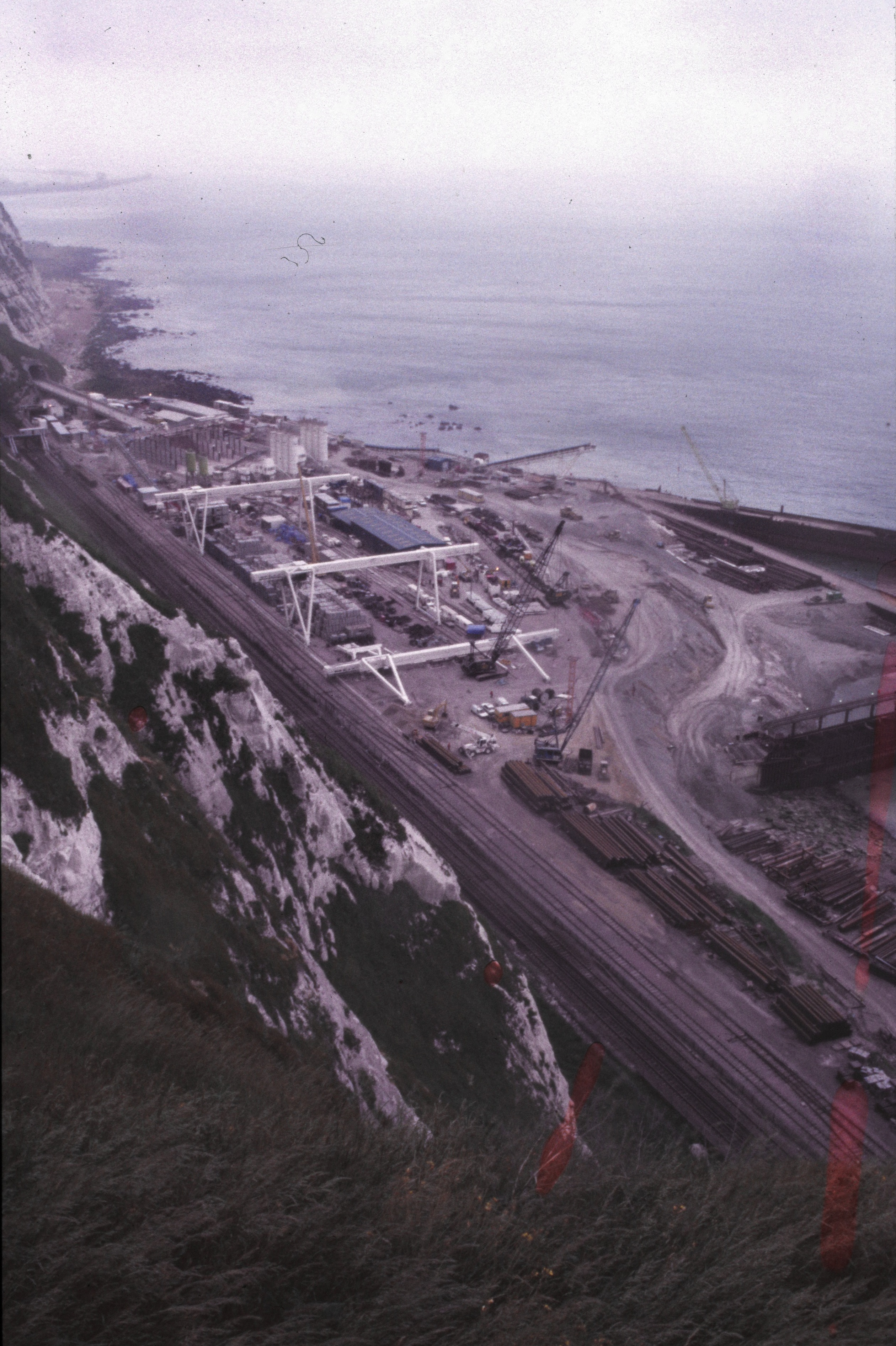
1988

Shakespeare Cliff liegt westlich des Shakespeare Cliffs am Shakespeare Tunnel. Der inoffizielle Haltepunkt wurde 1913 von der South Eastern and Chatham Railway eröffnet. Zuletzt wurde er in den 1980er- und 1990er-Jahren benutzt von Personen, die am Bau der Tunnelröhren des Eurotunnel arbeiteten.